# Letecká havárie československých hokejistů
Letecká havárie československých hokejistů byla tragická událost, při níž se 8. listopadu 1948 při letu z Paříže do Londýna ztratilo nad průlivem La Manche letadlo s pilotem Narbonnem, radiotelegrafistou a šesti československými ledními hokejisty Zdeňkem Jarkovským, Miloslavem Pokorným, Vilibaldem Šťovíkem, Zdeňkem Švarcem, Ladislavem Trojákem a Karlem Stiborem.

## Dny před havárií
Reprezentační mužstvo Československa začínalo přípravu na Mistrovství světa v ledním hokeji 1949 pod vedením nového trenéra Antonína Vodičky zahraničním zájezdem do Francie a Velké Británie. Kvůli problémům s pasy se na něj hráči vypravili až v den konání prvního zápasu. Někteří cestující uvolnili v sobotu 6. listopadu místo hokejistům, ale vzhledem k přítomnosti ministra zahraničí Clementise a jeho doprovodu se tým musel rozdělit. Náhradní brankář Jarkovský a obránce Švarc odletěli tudíž do Paříže s objemnými zavazadly spoluhráčů až v neděli.
Československá hokejová reprezentace vyhrála zatím v sobotu nad týmem Club Racing Paris těsně 4:3. Hráči vítězného mužstva měli mít původně v neděli volný den. Vedení týmu se však dozvědělo ještě před sobotním zápasem, že bude nuceno odletět s hokejisty do Londýna již 7. listopadu. V následujících všedních dnech totiž byla již všechna místa v letadlech obsazena. Československá výprava nebyla opět schopna odcestovat kompletní. Jarkovský a Švarc ještě v Paříži nebyli a obránci Šťovík s Pokorným a útočníci Troják se Stiborem museli čekat na pondělí kvůli udělení víz.

## Pondělí – den havárie
O šest čekajících československých hokejistů se starali lidé z velvyslanectví a ministerstva sociální péče.  V pondělí 8. listopadu spolu dlouho komunikovali ředitel zimního stadiónu Palais des sports v Paříži a budoucí předseda LIHG John Ahearne, který zastupoval pořadatele zápasu v Londýně. Francouzský zástupce pro československé hokejisty dohodl u společnosti Mercure odlet zvláštního letounu značky Beechcraft.
Vedení československé výpravy s osmi hokejisty čekalo v hlavním městě Velké Británie na přílet dalších hráčů a vybavení marně. Československá hokejová reprezentace i přes tyto problémy v prvním oficiálním mezistátním utkání nové sezóny uspěla. Domácí celek se sportovně přizpůsobil v počtu hráčů, kteří v jeho dresu zasáhli do utkání a vlastní příznivce nepotěšil porážkou 3:5. Ani vítězové však neměli po skončení zápasu mnoho důvodů k radosti, protože se dozvěděli, že jejich šest spoluhráčů stále do Londýna nedorazilo.
Dvoumotorový letoun Beechcraft Model 18 s označením F-BGAF odstartoval v mlze z letiště Le Bourget v 16 hodin a 38 minut. Vzhledem k formálním problémům se jednalo o dvouhodinové zpoždění vůči posledním předpokladům. Šest československých hokejistů a zavazadla měl přes průliv La Manche přepravit spolumajitel a kapitán letadla, hrdina odboje, René de Narbonne. Přední francouzský sportovní pilot trasu dobře znal z druhé světové války, kdy ji mnohokrát úspěšně absolvoval jako letec RAF. Byl údajně známý tím, že často nedbal navigačních pravidel. I tentokrát, navzdory pokynům leteckého dispečera z kurzu uhnul a letěl podél pobřeží směrem na Cherbourg. Ve zhoršujícím se počasí podala posádka poslední hlášení v 17 hodin a 39 minut z oblasti mezi Le Mans, Evreux a Rouenem (Le Mans ovšem leží značně jižněji, než Rouen a Evreux). Všechny další pokusy o spojení s jeho doprovodným radiotelegrafistou byly neúspěšné, letadlo s osmi muži zůstalo nezvěstné.

## Dny po havárii
Po nezvěstném letadle bylo záhy započato pátrání nejprve ve vzduchu a posléze i britskými loděmi na vodě. Již od úterý 9. listopadu však bylo stále více zřejmé, že cíle nebude dosaženo. Vedení reprezentace se vrátilo předčasně se zbylými hokejisty zpět do Československa ze zájezdu, který měl čítat ještě dalších pět utkání. Tělo pilota havarovaného letadla bylo nalezeno v průlivu mnoho dnů po katastrofě.
V Československu se zatím rozšířily spekulace o tom, že letadlo nehavarovalo a hráči s jeho pomocí emigrovali. Příbuzné šesti ztracených hokejistů vyšetřovala a jejich životy na další roky nepříjemně ovlivnila z tohoto důvodu i StB.
Úmrtí šesti hokejistů poznamenalo také československou ligovou soutěž. Poslední mistrovský titul sice získalo bez ztráty bodu LTC Praha, ale jeho dlouholetý jediný vážný soupeř I. ČLTK Praha naopak bez zisku byť jediného bodu sestoupil. Chyběl mu především zřejmě brankář Jarkovský. Československá hokejová reprezentace naopak i bez mrtvých pěti mistrů světa z roku 1947, stříbrných medailistů z olympijského turnaje 1948 a dvojnásobných mistrů Evropy ze stejných let vyhrála Mistrovství světa v ledním hokeji 1949.

## Seznam zemřelých hráčů
- Zdeněk Jarkovský (* 3. října 1918) – brankář klubu I. ČLTK Praha, který Československo reprezentoval v 7 zápasech. Mistr světa 1947, držitel stříbrné medaile ze  ZOH 1948 a dvojnásobný mistr Evropy (1947, 1948).
- Zdeněk Švarc (* 16. prosince 1919) – obránce klubu I. ČLTK Praha, který Československo reprezentoval ve 2 zápasech.
- Vilibald Šťovík (* 9. října 1917) – obránce klubu LTC Praha, který Československo reprezentoval ve 43 zápasech, v nichž vstřelil 3 góly. Mistr světa 1947, držitel stříbrné medaile ze  ZOH 1948 a dvojnásobný mistr Evropy (1947, 1948).
- Miloslav Pokorný (* 5. října 1926) – v době úmrtí již obránce klubu ATK Praha, za který ale kvůli tragickému skonu nikdy nenastoupil. V 19 zápasech za Československo vstřelil 4 góly. Mistr světa 1947, držitel stříbrné medaile ze  ZOH 1948 a dvojnásobný mistr Evropy (1947, 1948).
- Ladislav Troják (* 15. června 1914) – útočník klubu LTC Praha slovenské národnosti, který Československo reprezentoval již před druhou světovou válkou a celkem ve 75 zápasech vstřelil 37 gólů. Mistr světa 1947 (bronz z MS 1938), držitel stříbrné medaile ze  ZOH 1948 a dvojnásobný mistr Evropy (1947, 1948).
- Karel Stibor (* 5. listopadu 1924) – útočník klubu LTC Praha, který Československo reprezentoval ve 23 zápasech, v nichž vstřelil 14 gólů. Mistr světa 1947, držitel stříbrné medaile ze  ZOH 1948 a dvojnásobný mistr Evropy (1947, 1948).